# Phân biệt đẳng cấp

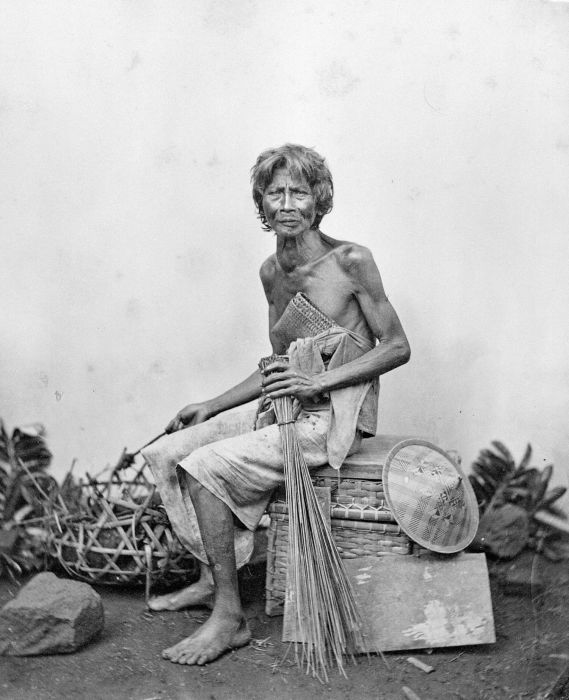
Một người có đẳng cấp thấp trong xã hội ở Bali

Phân biệt đẳng cấp là một hình thức của phân tầng xã hội đặc trưng bởi sự nội giao, cha truyền con nối của một lối sống thường bao gồm nghề nghiệp, địa vị xã hội, các tương tác và sự loại trừ các tương tác xã hội.

## Ở Nam Á

### Ấn Độ
Chế độ phân biệt đẳng cấp tiêu biểu là Bà La Môn giáo ở Ấn Độ, trong đó Bà-la-môn được coi là chủng tính cao quý nhất, còn Chiên Đà La bị coi là hạ đẳng nhất. Ấn Độ có chế độ đẳng cấp khắc nghiệt và đầy nghiệt ngã. Cha mẹ thuộc đẳng cấp nào thì con cháu cũng thuộc đẳng cấp đó, người thuộc các đẳng cấp chênh lệch xa nhau thì không được kết hôn với nhau (ví dụ như người thuộc gia đình Bà-la-môn thì tuyệt đối không được kết hôn với Chiên Đà La).